# Jakov Grigorjevics Zsilinszkij
Jakov Grigorjevics Zsilinszkij (Яков Григорьевич Жилинский) (Mihajlov, Orosz Birodalom, 1853. március 27. – Oroszország, 1918) orosz tábornok, 1914-ben Varsó főkormányzója, a cári orosz hadsereg vezérkari főnöke az első világháború előtt, ezután hadseregcsoport-parancsnok 1914-es leváltásáig.

## Életrajz
Nemesi családban született Mihajlovban, a Rjazanyi kormányzóságban. 1876-ban végzett a szentpétervári Miklós Lovassági Iskolában, és a cári gárda lovasgárdista-ezredéhez lépett be kornétási rangban. 1883-ban végzett a Vezérkari Akadémián, ezután az 1. gránátos hadosztály törzsében szolgált, majd 1894. február 14-től a vezérkar Katonai Tudományos Bizottságában, a külföldi országok tanulmányozásáért felelős katonai hírszerző szervezetben.
A spanyol–amerikai háborúban orosz katonai megfigyelő volt az Egyesült Államok Kubában harcoló csapatai főhadiszállásán. Miután visszatért, könyvet írt a háborúról, amely a spanyol hadsereg vereségének okait elemezte. 1899-ben az orosz küldöttség tagja volt a hágai békekonferencián. 1899 augusztusában ezredparancsnokká nevezték ki. 1900-ban előléptették vezérőrnagyi rangra.
Az Orosz–japán háborúban (1904–1905) a távol-keleti alkirály, Jevgenyij Alekszejev tengernagy törzsfőnöke volt, amíg Alekszejevet 1904 októberében leváltották. Zsilinszkij a harctevékenységek körzetében maradt, és a hadügyminiszter, Kuropatkin parancsnoksága alatt szolgált a konfliktus végéig. 1906. január 27-től a 14. lovashadosztály, 1907. július 7-től pedig a 10. hadtest parancsnoka volt. 1910. április 18-án előléptették lovassági tábornokká. 1911. február 22-től 1914. március 4-ig az orosz vezérkar főnöke volt.
Közvetlenül az első világháborút megelőzően a Varsói Katonai Körzet parancsnoka és varsói főkormányzó, majd 1914. július 14-én az Északnyugati Front parancsnokává nevezték ki. Az Északnyugati Front kötelékébe tartozott az orosz 1. és a 2. hadsereg (Rennenkampf, illetve Szamszonov parancsnoksága alatt). A kelet-poroszországi hadjárat alatt Zsilinszkij volt a felelős a két hadsereg mozdulatainak összehangolásáért, azonban ezt elmulasztotta: az egyik hadsereget előretörésre utasította, a másiknak viszont engedélyt adott a leállásra és újjászerveződésre. A német 8. hadsereg így egyenként tudta legyőzni az együttesen nagy számbeli fölényben levő orosz hadseregeket.
A kudarc után leváltották, és 1915-től 1916-ig Franciaországba küldték, mint Oroszország katonai képviselőjét. 1916 őszén visszahívták Oroszországba. 1917. szeptember 19-én utasították, hogy menjen nyugállományba. Az októberi forradalom után, 1918-ban a bolsevikok elfogták, és tisztázatlan körülmények között kivégezték.

## Kitüntetései
- Szent Sztanyiszlav-rend 3. fokozat, 1880
- Szent Anna-rend 3. fokozat, 1888
- Szent Sztanyiszlav-rend 2. fokozat, 1894
- Szent Anna-rend 2. fokozat, 1896
- Szent Vlagyimir-rend, 4. fokozat, 1899
- Szent Vlagyimir-rend, 3. fokozat, 1902
- Szent Sztanyiszlav-rend 1. fokozat, 1904
- Szent Anna-rend 1. fokozat, 1905
- Szent Vlagyimir-rend, 2. fokozat, 1906
- Fehér Sas-rend, 1912
- Alekszandr Nyevszkij-rend, 1913

## Fordítás
- Ez a szócikk részben vagy egészben  a   Yakov Zhilinskiy című angol Wikipédia-szócikk ezen változatának fordításán alapul.  Az eredeti cikk szerkesztőit annak laptörténete sorolja fel. Ez a jelzés csupán a megfogalmazás eredetét és a szerzői jogokat jelzi, nem szolgál a cikkben szereplő információk forrásmegjelöléseként.